# Frankroda
Frankroda ist ein Ortsteil der Gemeinde An der Poststraße im sachsen-anhaltischen Burgenlandkreis.

## Lage
Das Dorf liegt an der Bundesstraße 250 sowie am Hasselbach und hat 72 Einwohner.

## Geschichte
Das Dorf entstand aufgrund umfassender Rodungsmaßnahmen. Die erste urkundliche Erwähnung erfolgte am 3. Mai 1215. Eine weitere Erwähnung, die für das Jahr 1304 verzeichnet wird, nennt die Familie der Marschalle von Trebra, welche sich in Frankroda ankauften. Seit diesem Zeitpunkt übten sie über Jahrhunderte hinweg die Gerichte und sonstige Gerichtsbarkeiten vor Ort aus. Im Dreißigjährigen Krieg wurde das nordöstlich von Frankroda gelegene Dorf Oppenroda aufgegeben. Um 1822 bewohnten 126 Personen Frankroda, welche sich auf 23 Häuser verteilten. Am 1. Juli 1950 wurde Frankroda nach Wischroda eingemeindet.